# Wurtzita
La wurtzita és un mineral que pertany i dona nom al grup wurtzita de minerals, de la classe dels sulfurs. Va ser anomenada així l'any 1861 per Charles Friedel en honor del químic francès Charles Adolphe Wurtz (1817-1884).

## Característiques

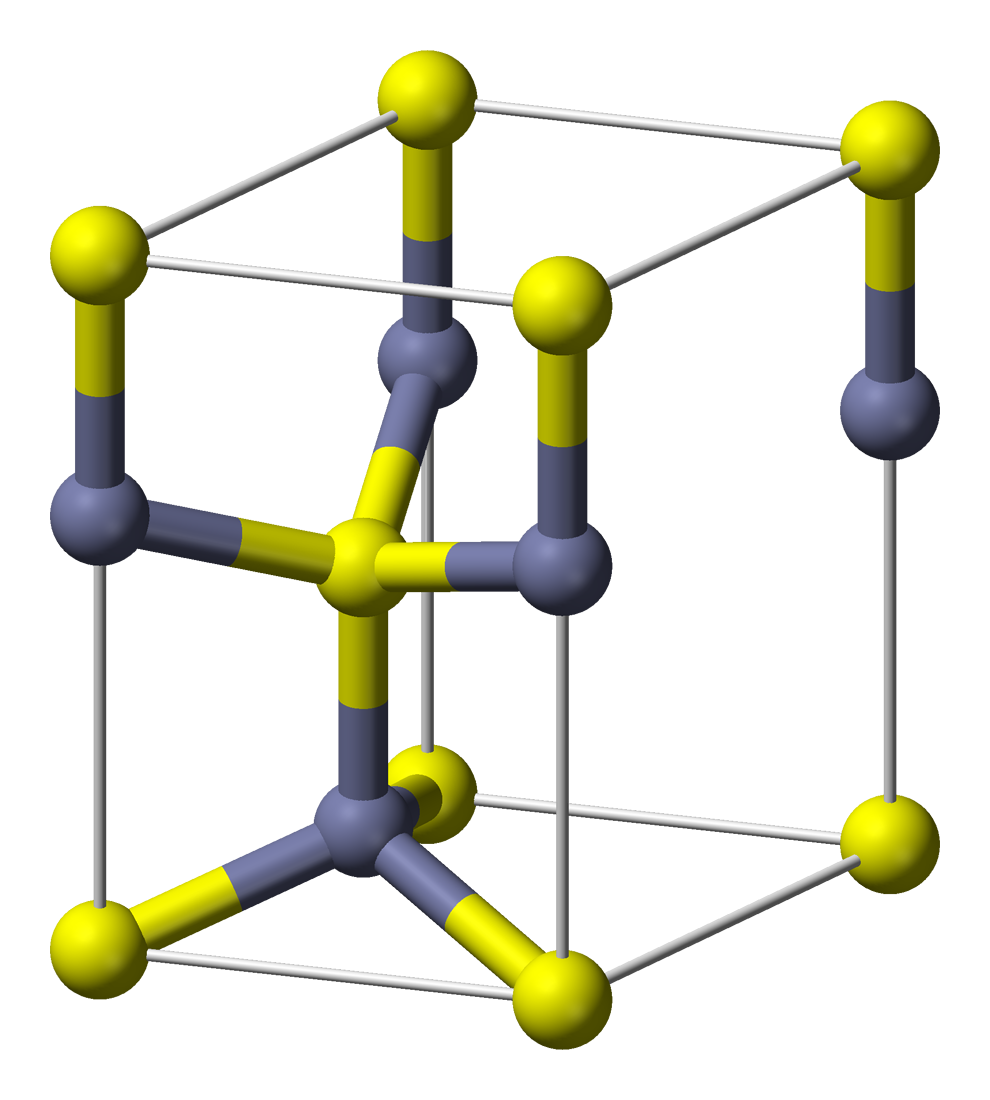
Esquema d'un cristall de wurtzita. Les boles blaves representen els àtoms de sofre i les grogues els de zinc.

La wurtzita és un mineral compost per sulfur de zinc amb fórmula (Zn,Fe)S. Està formada principalment per sofre (S) i zinc (Zn), però pot contenir petites quantitats de cadmi (no més d'un 4%) o de ferro (com a molt un 8%) com a impureses. Cristal·litza en el sistema hexagonal. Es presenta en cristalls piramidals o tabulars, i també en fibres o crostes. Té una duresa de 3'5 a 4 a l'escala de Mohs, i una densitat de 4. És de color negre. Se sol trobar com a material massiu resinós a submetàl·lic, d'un color translúcid que pot anar del negre al marró vermellós fosc. És una espècie dimorfa de l'esfalerita.

## Formació i jaciments
N'hi ha jaciments importants a Oruro (Bolívia). El seu origen és hidrotermal, on es troba amb altres sulfurs. Sol trobar-se associada també a altres minerals com: esfalerita, pirita, calcopirita, barita o marcassita.

## Varietats

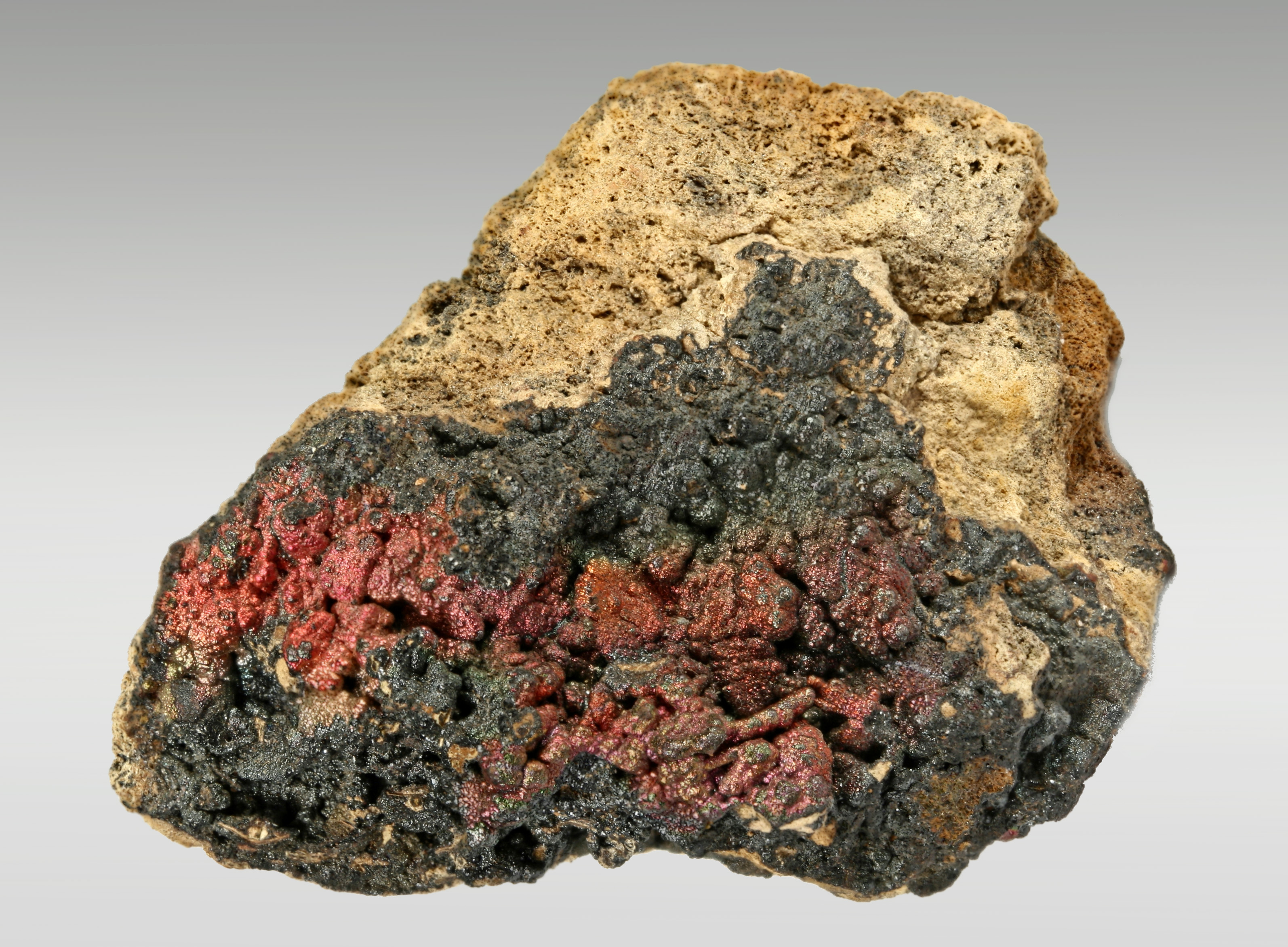
Voltzita, varietat de wurtzita

Únicament es coneix una varietat de wurtzita, la voltzita, un intercreixement de wurtzita amb un compost organometàl·lic de zinc.

## Grup wurtzita
El grup wurtzita és un grup de minerals amb fórmula genèrica MX, on M = Cd, Mn, Zn; i X = S, Se, format per cinc espècies.
| Espècie     | Fórmula     |
| ----------- | ----------- |
| Buseckita   | (Fe,Zn,Mn)S |
| Cadmoselita | CdSe        |
| Greenockita | CdS         |
| Rambergita  | MnS         |
| Wurtzita    | (Zn,Fe)S    |

L'hipercinabri i la stannoidita són espècies estructuralment relacionades amb aquest grup, tot i que no en pertanyen.